# Athanasios Barakas
Athanasios Barakas es un deportista griego que compitió en atletismo adaptado. Ganó dos medallas en los Juegos Paralímpicos de Verano, oro en Sídney 2000 y bronce en Pekín 2008.

## Palmarés internacional
| Juegos Paralímpicos | Juegos Paralímpicos | Juegos Paralímpicos | Juegos Paralímpicos   |
| Año                 | Lugar               | Medalla             | Prueba                |
| ------------------- | ------------------- | ------------------- | --------------------- |
| 2000                | Sídney (Australia)  | Medalla de oro      | Salto de longitud F11 |
| 2008                | Pekín (China)       | Medalla de bronce   | Salto de longitud F11 |